# Ardoti
Ardoti (gruzínsky არდოტი) je malá horská historická vesnice na severovýchodě gruzínské oblasti Chevsuretie. Nachází se v nadmořské výšce 1820 m na svahu na levém břehu řeky Andaki.
Mezi místní pamětihodnosti patří kostel z 19. století a věž Zviadauri.
Jediná přístupová silnice do vesnice vede ze Šatili podél řeky Andaki.